# Voise (település)
Voise település Franciaországban, Eure-et-Loir megyében. Lakosainak száma 251 fő (2022. január 1.). Voise Béville-le-Comte, Francourville, Moinville-la-Jeulin, Saint-Léger-des-Aubées és Santeuil községekkel határos.

## Népesség
A település népessége az elmúlt években az alábbi módon változott:
| Lakosok száma | 200  | 188  | 231  | 271  | 296  | 289  | 282  | 275  | 267  | 251  |
|               | 1968 | 1982 | 1990 | 2006 | 2013 | 2015 | 2017 | 2019 | 2020 | 2022 |